# 馮宗煒 (政治人物)
馮宗煒（？—？），浙江人，清朝官員。監生出身。

## 生平
馮宗煒於1807年（嘉慶12年）接替呂聖宗，於台灣台北地區擔任台灣府淡水廳新莊縣丞一職，是大台北地區的地方父母官。